# مالگرات د مار
مالگرات د مار (به اسپانیایی: Malgrat de Mar) یک شهرستان در اسپانیا است که در استان بارسلون واقع شده‌است.

## خصوصیات
مالگرات د مار ۸٫۸۲ کیلومترمربع مساحت و ۱۸٬۵۹۶ نفر جمعیت دارد و ۴ متر بالاتر از سطح دریا واقع شده‌است.